# سیارک ۶۵۱۵
سیارک ۶۵۱۵ (به انگلیسی: 6515 Giannigalli، نامگذاری:1988MG) شش هزار و پانصد و پانزدهمین سیارک کشف شده‌است که در ۱۶ ژوئن ۱۹۸۸ کشف شد.